# Nacerdine Bensaci
Nacerdine Bensaci (en arabe : نصر الدين بن ساسي) est un footballeur algérien né le 13 mai 1985 à Constantine. Il évolue au poste d'arrière gauche au NRB Teleghma.

## Biographie
Nacerdine Bensaci évoluait en première division algérienne avec les clubs de l'USM Alger, du CA Batna et du CS Constantine.

## Palmarès
| CA Batna - Coupe d'Algérie : - Finaliste : 2009-10. |  | CS Constantine - Championnat d'Algérie D2 (1) : - Champion : 2010-11. |